# Сотник
Сотник — носій владних повноважень, у різний час — різних категорій (найчастіше у війську).

## Категорії сотників
- У Гетьманщині та Слобідщині у XVII—XVIII століттях існувала посада «сотник» — особа, що очолювала військову і адміністративно-територіальну одиницю — сотню.
- Військове звання в Легіоні Українських Січових Стрільців у 1914—1918 роках, яке прирівнювалося до чину гауптмана (капітана).
- Військове офіцерське (старшинське) звання в Збройних силах України — Армії Української Народної Республіки (УНР) та Українській Галицькій Армії (УГА). Найвище звання серед молодшого старшинського складу.
- Військове звання в УПА (1942—1953) — старше звання молодшої старшини.
- Військовий чин у козацьких військах Російській імперії (1722—1917)- дорівнював загальноімперському чину поручик.
- Військовий ранг Хорватії, Словенії та Словаччини (1939—1945)- дорівнює капітану Збройних сил України.
- Також відома козацьке прізвище Сотник, яке і досі прославляється.

## Сотники в Україні

### Стародавні аналоги
Ще за стародавніх часів існували посади керівників військових підрозділів кількістю понад сотню осіб. У Римській імперії керівниками центурії (лат. centuria, від centum — сто) були центуріони, або кентуріони. У Візантійській імперії керівниками сотень (центурій) були кентархи чи гекатонтархи (грец. εκατόνταρχος— керівник сотні).

### Посада княжої доби
За часів княжої доби військо князівства поділялося на дружину та народне ополчення, яке формувалося за територіальною системою. Територіальна округа («тисяча») була підпорядкована тисяцькому, нижче якого у ієрархії ополчення були сотські чи соцькі. Наприклад коли у 1231 році князь Данило Романович перед походом скликав військо на віче були присутні тисяцький Дем'ян та сотський Микула, обидва бояри галицькі.

### Посада надвірних корогв Речі Посполитої (XVI—XVIIIст.)

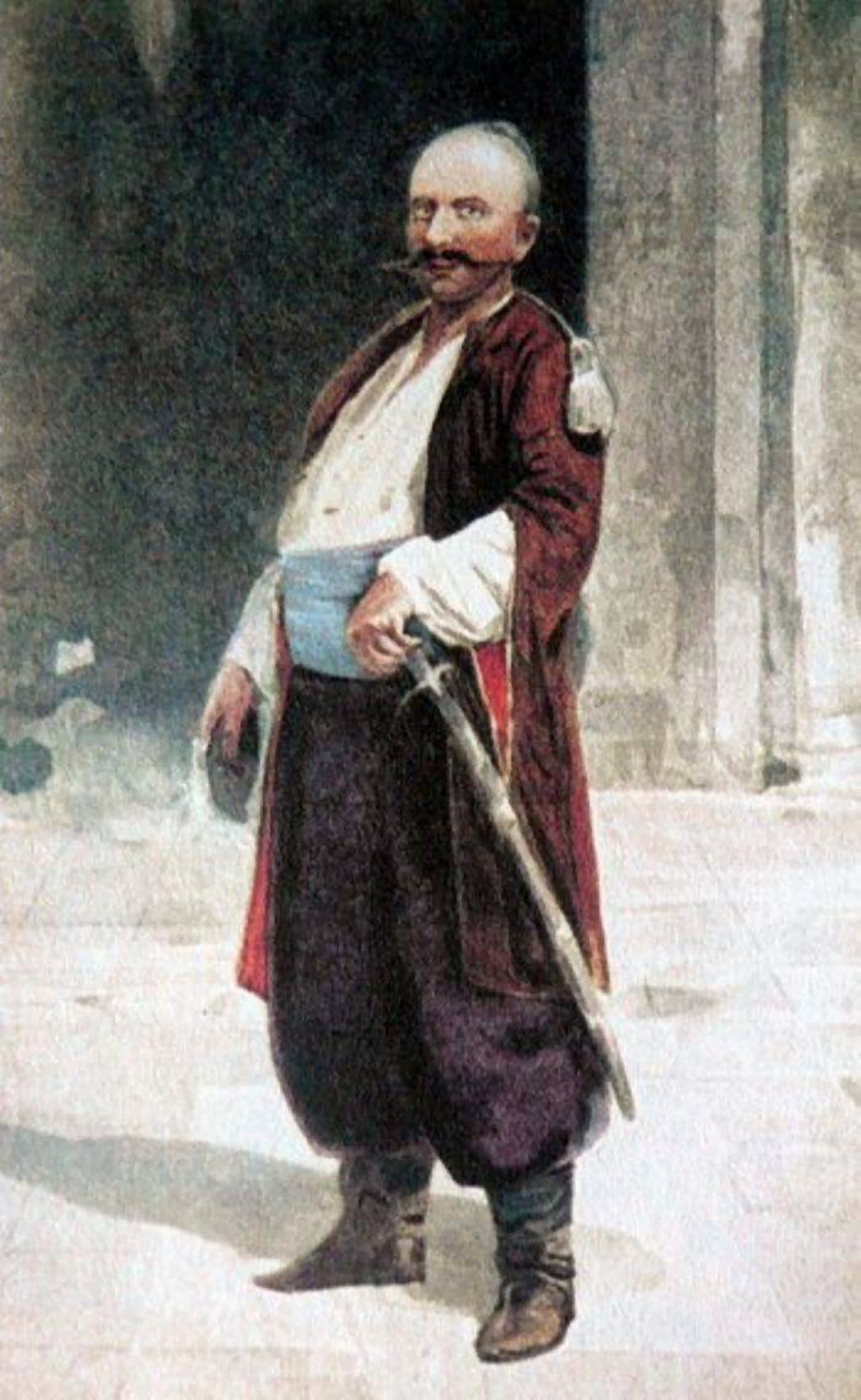
Уманський сотник Ґонта. Художник Васильківський Сергій Іванович

Приватні військові підрозділи (надвірні корогви) магнатів Речі Посполитої з XVI ст. очолювали ротмістри, або сотники. Незважаючи на привілейоване становище надвірні козаки неодноразово переходили на бік повстанців. Один з керівників повстання 1594—1596 років, Северин Наливайко, був сотником надвірної корогви князя Острозького.

### Посада реєстрового козацтва Речі Посполитої (XVI—XVIIст.)
З XVI  століття повстає нова формація козацького війська на службі Речі Посполитої — реєстрове козацтво, зорганізоване вже у правильні підрозділи (з 1625 полки). Сотники очолювали підрозділи «сотні». За зразком реєстрового козацтва, стали формуватися й загони нереєстрового.
Відповідно до Ординації Війська Запорізького 1638 року, посада сотника в реєстровому козацькому війську була найвищою посадою претендентів на яку обирали самі козаки, на всі вищі посади призначення відбувалися урядом.
Також посада сотника була присутня у Чугуївському козацтві (1638—1641 роки) яке склалося на території Слобожанщини до утворення Слобідських козацьких полків.

### ПосадаГетьманщини, таСлобідської України(XVII—XVIIIст.)
Со́тник  — особа, що очолювала військову і адміністративно-територіальну одиницю — сотню у Гетьманщині у Слобідській Україні в другій половині XVII—XVIII ст. Під час національно-визвольної війни під проводом Б. Хмельницького 1648-57 — виборна посада: обирався на козацькій сотенній раді й затверджувався полковою радою або радою генеральної старшини. З 1687 р. призначав полковник або гетьман, у 1734-50 — Генеральна військова канцелярія; у Слобідській Україні — царським урядом або місцевою московською адміністрацією. Після скасування гетьманства в 1764 р. призначав президент Малоросійської колегії. На території сотні здійснював військову, адміністративну і судову владу. С. очолював сотенну старшину, до якої входили сотенний отаман (городовий), сотенний писар, сотенний осавул, сотенний хорунжий. Як голова сотенного суду, сотник розглядав цивільні й незначні кримінальні справи.
У компаніських (охотницьких), охочепіхотних та охочекомонних полках сотники або ротмістри були керівниками військових підрозділів (сотень чи рот), й виконували лише військові обов'язки, та були старшими посадовцямисеред сотенної старшини. Охотницька старшина вважалася нижче за основну козацьку старшину. Сотник охотницьких полків, був менше за рангом від козацького сотника й дорівнював значковому товаришу.
Посаду сотника у Слобідській Україні ліквідовано в 1765, у Лівобережній Україні — 1781, при чому відповідно до Табеля про ранги Російської імперії сотники відповідали XII класу і отримували військовий чин поручника, чи цивільний губернського секретаря. Якщо сотник не брав участі у походах, то він міг отримати чин на штабель нижче.
У Правобережній Україні, що перебувала під владою Речі Посполитої, гетьманське військо скасовано 1711 — після поразки Гетьманщини у війні з Росією та еміграції уряду Іоанна Мазепи до Молдови, звідки, щоправда, робилися спроби відновити полкову та сотенну адміністрацію під час походів Гетьмана Пилипа Орлика.

### Правобережна Україна (друга половинаXVIIIст.)
Після ліквідації козацтва на Правобережній Україні залишилися козацькі охоронні формування (міліція) на службі магнатських родин Речі Посполитої. Зокрема на службі у магнатів Потоцьких на Уманщині був підрозділ козацької міліції більше ніж 2000 козаків. Посада сотника, відповідала керівнику сотні, але фактично сотники керували й значно більшими підрозділами, сотник Уласенко керував підрозділом у 500 козаків, а сотник Іван Ґонта керував полком й вважався фактичним комендантом козаків (незважаючи на наявність полковників-поляків). Під час Коліївщини (1768) більшість козаків Потоцького пристали до поставців-гайдамаків, влившись до війська Залізняка, серед них були сотники: Іван Ґонта, Пантелеймон Уласенко, Дашко, Ярема. Козацька міліція існувала й після придушення Коліївщини. Однострої козацької міліції складалися з жовтого жупана, блакитних кунтушів і шароварів, шапки були чорні барашкові з жовтим верхом. Одяг сотників був майже подібний до казаків, але з використанням більш якісних матеріалів, жупани у сотників були жовті атласні, кунтуші з французького сукна були обшиті срібними галунами, а шапки оксамитові.
22 червня 1768 року повстанці оголосили відновлення Гетьманщини, був відновлений поділ країни на полки та сотні, але здебільшого сотники повстанців були керівники гайдамацьких підрозділів підпорядковані отаманам (пізніше полковникам). Саме гайдамацьке військо поділялося на 16 сотень. Постання було придушене польсько-московськими військами.

### Військове званняУкраїнських січових стрільців(1914—1918)

Знаки розрізнення сотника Українських січових стрільців (1914—1918)

Обер-офіцерське (старшинське) військове звання українських січових стрільців, австро-угорським еквівалентом було військове звання «гауптман» (нім. Hauptmann). Вище за рангом ніж поручник, але нижче за отамана.
Українські січові стрільці, українське добровольче національне формування (легіон) у складі австро-угорської армії мало такі ж знаки розрізнення як і інші підрозділи цісарського війська. Звання хоч і мали українську назву, але були порівняні до австро-угорських. Знаки розрізнення були на петлицях (для УСС синього кольору) у вигляді шестипроменевих зірочок та галунів (широкого для штаб-офіцерів, вузького для хорунжого та підхорунжого) . У 1915 році був виданий указ щодо використання добровольцями чотирипроменевих зірочок як знаків розрізнення, замість шестипроменевих, також змінювалося їх розташування на петлицях. Але це нововведення не набуло широкого розповсюдження. Наприкінці 1916 року у Австро-угорській імперії була введена нова форма, для якої не передбачалися кольорові петлиці. Знаки розрізнення кріпилися на комірі мундиру, за ними нашивалися вертикальні кольорові стрічки (для українського легіону жовта та блакитна стрічки).
Знаками розрізнення сотника були три золотисті металеві шестипроменеві зірочки на петлиці (чи на комірі мундиру). Здебільшого зірочки були розташовані трикутником.

### Військове звання України (1917—1920)

Кокарда і погони армії Української Держави (1918).
8. Погон сотника

Знаки розрізнення сотника УГА

В збройних силах — УНР, Української Держави (Гетьманату), Директорії УНР та УГА — сотник  старше звання молодшої старшини (молодші офіцери). Відповідає сучасному званню Збройних Сил України капітан.
В українських збройних силах  армії УНР  сотник — старшинський посадовий ранг, з'явився згідно з наказом генерального секретаря Військового секретаріату УНР Порша М. В. ч. 105 від 28 грудня 1917 року. Ранг сотника був вище ніж півсотенний, але нижче за курінного.
Згідно з наказом Військового міністра УНР Жуківського О. Т. ч. 137 від 29 березня 1918 року, були введені знаки розрізнення військовиків, а також декілька змінилася система рангів. Ранг сотника був вище ніж хорунжий, але нижче за курінного. Знаки розрізнення сотника були розташовані на суконній петлиці-ромбі у вигляді двох стрічок з п'ятипроменевою зірочкою над ними.
У збройних силах  Української Держави (Гетьманату) (1918) військове звання сотника  — старше обер-старшинське (молодше офіцерське) звання. Старше за рангом ніж значковий, та молодше від військового старшини. Знаками розрізнення сотника були дві чотирипроменеві зірочки, розташовані вздовж обер-старшинського погону.
В українських збройних силах  Директорії УНР  звання сотник  — старше звання молодшої старшини. Наказом військам дієвої армії УНР ч. 80 від 9 квітня 1919 року, були введені сукняні нашивки у вигляді ромбів кольору роду військ, на яких стрічками вказувалося звання (ступінь) військовика, також змінилася ієрархія звань. Сотник старше за рангом ніж четар, та молодше від осавула. За знаки розрізнення сотник мав три сріблястих стрічки на шевроні.
Наказом Головної команди війська УНР (ГКВУНР) ч. 113 від 30 липня 1919 р. вводилися нові знаки розрізнення у вигляді комбінації смужок та «крапок», сотник отримав знаки розрізнення у вигляді вертикальної смужки та трьох «крапок».
Наказом Головної управи війська УНР  (ГУВУНР) ч. 16 від 30 березня 1920 року були затверджені чергові зміни у ієрархії військових звань та у знаках розрізнення. Звання сотника залишалося старшим званням серед молодшої старшини, старше за рангом ніж поручник, та молодше від підполковника. За знаки розрізнення сотник мав три п'ятипроменеві зірочки над смужкою, які розташовувалися на кольоровій петлиці.
Старше обер-офіцерське (сотенна чи молодша старшина) військове звання в Української Галицької Армії. Вище за рангом ніж поручник, але нижче за отамана. Українська Галицька армія (УГА) регулярна армія Західно-Української Народної Республіки (ЗУНР). Знаки розрізнення були введені Державним секретаріатом військових справ (ДСВС) Західної області УНР 22 квітня 1919 року і уявляли собою комбінацію стрічок на рукавах однострою та «зубчатки» на комірах. У сотника виглядали як три золотисті плетені 6 мм стрічки з розетками на кінцях. Стрічки були на підкладці кольору відповідного до роду військ (наприклад синя для піхоти). Зубчатка молодшої старшини (кольору роду військ), розмірами 72×30 мм була обведена золотим 3 мм шнуром
.
Знаки розрізнення затверджені в різний час
| Знаки розрізнення |           |            |           |            |            |            |
| Дата затвердження | 1.04.1918 | 16.06.1918 | 9.04.1919 | 24.04.1919 | 30.07.1919 | 30.03.1920 |

### Офіцерське званняКарпатської Січі
Звання сотника було присутнє серед членів парамілітарної організації Карпатська Січ Карпатської України (автономна республіка у складі Чехословаччини у 1938–1939 роках). Носієм цього звання був Тячівський командант Клименко.

### Старшинське званняУПА
У військово-політичному формуванні УПА (1942—1953) — сотник  старше звання молодшої старшини. Відповідає сучасному званню Збройних Сил України капітан. Старше за рангом ніж поручник, та молодше від майора. За знаки розрізнення сотник мав три п'ятипроменеві зірочки над смужкою, які розташовувалися на погоні.

## Сотники в інших країнах

### Військовий чин козацьких частинРосійської імперії(1798—1917)

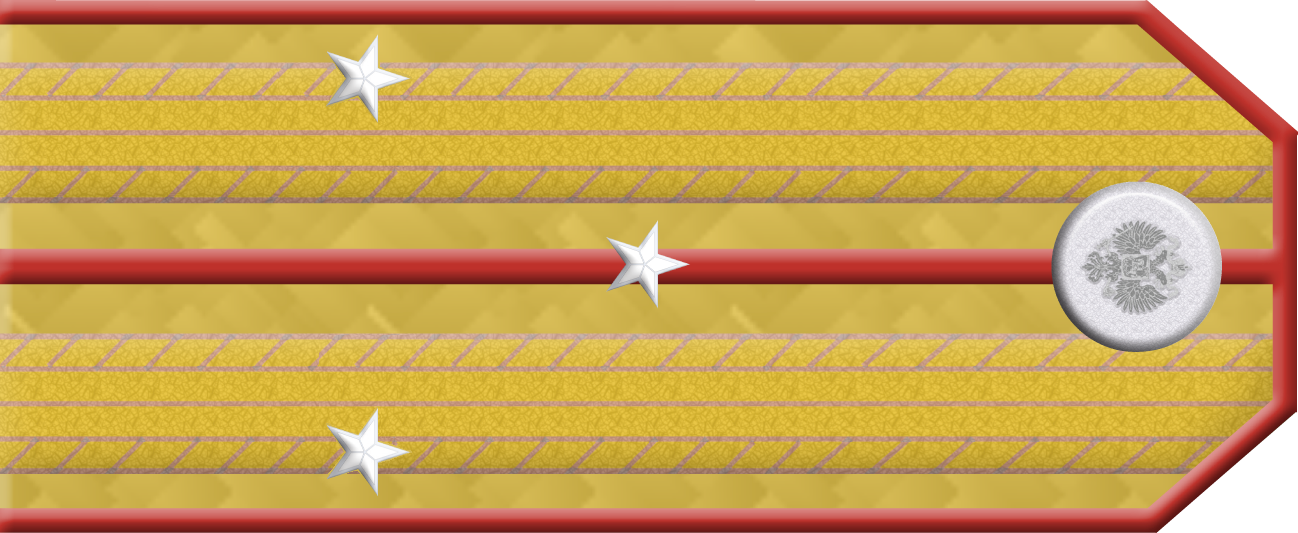
Погон сотника Російської імперії

Обер-офіцерський військовий чин у козацьких військах Російської імперії. Згідно з Табелем про ранги, спершу належав до XII класу, з 1884 року чин сотника було піднято до X класу.
Сотник дорівнював загальновійськовому чину «поручика».
Сотник був вище за рангом ніж хорунжий, але нижче за підосавула.
16 грудня 1917 року після Жовтневого перевороту декретом радянського керівництва було скасовано чини, звання та титули часів Російської імперії. Цей чин ще деякий час використовувався у Білій армії (1917—1921).
Знаками розрізнення сотника були погони з одним просвітом. На кожному погоні було по три п'ятикутні зірочки.

### Військове звання Словаччини (1939—1945)
Сотник (словац. Stotnik) — молодше офіцерське звання у збройних Словаччини (1939—1945). Еквівалентом сотника в сучасних Збройних силах України є капітан.
У 1939 році з частини Чехословаччини була заснована Словацька Республіка (1939—1945). В збройних силах Словаччини були введені нові знаки розрізнення за зразком зі знаками розрізнення колишньої Австро-угорської імперії (частиною якої Словаччина була до 1918 року). На комірі були петлиці, на яких п'ятикутними зірочками вказувалося звання військовика. Сотник мав по три зірочки на петлиці, як у гауптмана колишнього цісарського війська. Сотник був старше за рангом ніж надпоручик, та молодше за майора.

### Військове звання Хорватії

Погон сотника ВПС сучасних Збройних сил Хорватії

Сотник (хорв. Satnik) — молодше офіцерське звання у збройних силах Хорватії. Еквівалентом сотника в Збройних силах України є капітан. Код НАТО сотника OF-2.
У 1868 році, внаслідок подій Австро-угорського компромісу 1867 року у складі Австро-угорських збройних силах (а саме у королівській армії Угорщини) з'являється національне ополчення (ландвер) Королівства Хорватії і Славонії — Королівське Хорватське домобранство. Домобранці використовували хорватську мову, як мову спілкування, зусиллями Богослава Шулєка (хор.) була розроблена система службових команд хорватською, а також введені в ужиток хорватські аналоги загальноімперським чинам. Обер-офіцерське звання домобранського сотника, було еквівалентом загальноімперського звання «гауптман» (нім. Hauptmann). Вище за рангом ніж надпоручник, але нижче за майора. Звання хоч і мали хорватську назву, але були порівняні до австро-угорських, з відповідними знаками розрізнення. У сотника були три металеві шестипроменеві зірочки на петлиці (чи на комірі мундиру). Зірочки були розташовані «трикутником».
Після припинення існування Австро-угорської імперії у 1918 році, Хорватія увійшла до складу новоутвореного Королівства сербів, хорватів і словенців, у збройних силах якого звання сотника було відсутнє (йому відповідали звання капітанів 2-го та 1-го класів).
У Хорватського домобранства Незалежної Держави Хорватія (1941—1945), були поновлені хорватські звання та знаки розрізнення цісарських часів, хоч з деякими змінами. Зостався «югославський» поділ капітана на два окремих звання (у домобранстві сотник та надсотник). Сотник домобранства відповідав сучасному німецькому званню гауптмана, чи російському імперському чину штабс-капітан. Сотник мав знаки розрізнення у вигляді трьох хорватських трилисників на кожній петлиці, як до речі й надсотник. Трилисники сотника були з сріблястого металу, а надсотника з золотистого. Вище за рангом ніж надпоручник, але нижче за надсотника.
Звання сотника знову з'явилося у Хорватії після здобуття країною незалежності (1992). Знаки розрізнення сотника у хорватській армії, виглядають як три чотирикінцеві зірочки (виконані у вигляді ажурного шиття) над смужкою зі спірального шиття. Сотник вище за рангом ніж надпоручник, та нижче бойника (хорватський еквівалент майора).
Чин сотника використовувався також у інших державних формуваннях які з'явилися на руїнах Югославії. Наприклад у Хорватської республіці Боснія і Герцеговина (1991—1994) положення у військовій ієрархії (як і знаки розрізнення) повністю збігалися з Хорватськими.

### Військове звання Словенії
Сотник (словен. Stotnik) — молодше офіцерське звання у збройних силах Словенії. Еквівалентом сотника в Збройних силах України є капітан. Код НАТО сотника OF-2.
З другій половини XIX ст. у Австро-угорській імперії відбувається поліпшення культурного стану ненімецького населення імперії. Австрійським офіцером, словенцем за походженням |Андрієм Комелем(словен.)  була створена словенська військова термінологія. У 1873 році виходить словник «Військова служба» (словен. Bojna služba) для полегшення служби словенців у цесарському війську. У словнику словенським еквівалентом гауптмана, було вказано сотника (stotnik), а також капітана (kapitan). У німецько-словенському словнику 1887 року вже вказано тільки сотника. На відміну від хорватів чи угорців, словенці не мали своїх національних формувань.
Після припинення існування Австро-угорської імперії у 1918 році, словенські землі частково увійшли до складу новоутвореного Королівства сербів, хорватів і словенців, у збройних силах якого звання сотника було відсутнє (йому відповідали звання капітанів 2-го та 1-го класів).
У 1943—1945 роках на території Словенії окупованої Третім рейхом було засновано Словенське домобранство (місцеву пронімецьку самооборону), де використовувалися притаманні словенцям військові звання. Знаки розрізнення розташовувалися на погонах у вигляді личок для унтер-офіцерів та чотирипроменевих зірочок для офіцерів. Сотники мали погони на яких було по дві чотирипроменеві зірочки вздовж погону.
Звання сотника знову з'явилося у Словенії (як і у Хорватії) після здобуття країною незалежності (1992). Знаками розрізнення сотника є чотири вузькі взаємозв'язані плитки (на кожної плитці зображено лист липи). Сотник вище за рангом ніж надпоручник, та нижче майора.
|                      |          |          |
| Хорватія (1941—1945) | Хорватія | Словенія |

## Іншомовні сторінки Вікіпедії які використовувалися для отримання відомостей
- Kraljevsko hrvatsko domobranstvo  (хор.)
- Slovensko domobranstvo (словен.)